# One OK Rock
ONE OK ROCK (ワンオクロック) är ett japanskt rockband bildat i Tokyo år 2005 av skoleleven Toru (gitarr) och Ryota (bas). Innan ONE OK ROCK var både Toru och Ryota medlemmar i en hip-hop dansgrupp vid namn Heads. Deras mest sålda singel idag är Re:make/No Scared och Deeper Deeper/Nothing Helps. Låten No Scared blev vald som en del av soundtracket till ett tv-spel vid namn Black Rock Shooter till PlayStation Portable.

## Medlemmar

### Nuvarande
- Toru (山下 亨 Yamashita Tōru, född den 7 december 1988 i Osaka, Japan.) Toru är bandets ledare och gitarrist, och bidrar ibland med sång också. Innan ONE OK ROCK så var han en medlem av hip-hop dansgruppen vid namn "Heads" tillsammans med basisten Ryota.
- Taka (森田 貴寬 Morita Takahiro, född den 17 april 1988 i Tokyo, Japan.) Taka är bandets huvudsångare. Innan debuten med ONE OK ROCK så var han medlem i pojkbandet "NEWS". Han är son till sångarna Shinichi Mori och Masako Mori.
- Ryota (小浜 良太 Kohama Ryōta, född den 4 september 1989 i Osaka, Japan.) Ryota är bandets basist och var tillsammans med Toru medlem i hip-hop dansgruppen HEADS.
- Tomoya (神吉 智也 Kanki Tomoya, född den 27 juni 1987 i Hyogo, Japan) Tomoya är bandets trummis.

### Tidigare medlemmar
- Alex(鬼澤アレクサンダー礼門 Onizawa Alexander Reimon, född den 19 mars 1988 i San Francisco, Kalifornien USA.) Alex var den gruppens andra gitarrist tillsammans med Toru tills han lämnade bandet år 2009 efter att han blev arresterad på grund av att han tog på en skolflickas ben.
- Tomo (小柳友 Koyanagi Yuu, född 29 augusti 1988 i Tokyo, Japan.) Tomo var den ursprunglige trummisen för ONE OK ROCK, innan Tomoya och bandets officiella debut, han bestämde sig att lämna bandet under juni 2006 för att bli skådespelare.

## Diskografi

### EPn
| År   | Titel                                       | Oricon topplistorna | Oricon topplistorna |
| År   | Titel                                       | Per vecka           | Säljsiffor          |
| ---- | ------------------------------------------- | ------------------- | ------------------- |
| 2006 | ONE OK ROCK - Släppdatum: 26 juli 2006      | —                   | 11,200              |
| 2006 | Keep It Real - Släppdatum: 16 december 2006 | 102                 | 5,300               |

### Album
| År   | Information                                     | "Oricon charts" | "Oricon charts"    |
| År   | Information                                     | Per vecka       | Antal sålda kopior |
| ---- | ----------------------------------------------- | --------------- | ------------------ |
| 2007 | Zeitakubyō - Släppdatum: 21 november 2007       | 15              | 26,000             |
| 2008 | Beam of Light - Släppdatum: 28 maj 2008         | 17              | 13,000             |
| 2008 | Kanjō Effect - Släppdatum: 12 november 2008     | 13              | 22,000             |
| 2010 | Niche Syndrome - Släppdatum: 9 juni 2010        | 4               | 28,000             |
| 2011 | Zankyo Reference - Släppdatum: 5 oktober 2011   | 2               | 105,000            |
| 2013 | Jinsei×Boku= - Släppdatum: 6 mars 2013          | 2               | -                  |
| 2014 | 35XXXV - Släppdatum: 11 februari 2015           | 1               | 274,202            |
| 2017 | Ambitions - Släppdatum: 11 januari 2017         | 1               | 354,740+           |
| 2019 | Eye of the Storm - Släppdstum: 15 februari 2019 | 1               | -                  |
| 2022 | Luxury Disease - Släppdstum: 9 september 2022   | 1               | -                  |
| 2025 | Detox - Släppdstum: 21 februari 2025            | 1               | -                  |

### Singlar
| År | Titel                                                                                        | Plats på topplistor      | Plats på topplistor      | Plats på topplistor  | Oricon säljsiffror | Album            |
| År | Titel                                                                                        | Oricon Singel topplistor | Billboard Japan Hot 100* | RIAJ digital tracks* | Oricon säljsiffror | Album            |
| --- | -------------------------------------------------------------------------------------------- | ------------------------ | ------------------------ | -------------------- | ------------------ | ---------------- |
| 2007 | "Naihi Shinso" (内秘心書 Keep It Inside?)                                                    | 48                       | —                        | —                    | 15,000             | Zeitakubyō       |
| 2007 | "Yume Yume" (努努-ゆめゆめ- Absolutely?)                                                     | 43                       | —                        | —                    | 9,200              | Zeitakubyō       |
| 2007 | "Et Cetera" (エトセトラ Et cetera?)                                                          | 29                       | —                        | —                    | 6,700              | Zeitakubyō       |
| 2008 | "Hitsuzen Maker" (必然メーカー Necessity Maker?) †                                           | —                        | —                        | —                    | —                  | Beam of Light    |
| 2008 | "Koi no Aibō Kokoro no Cupid" (恋ノアイボウ心ノクピド Love Companion, Cupid of the Heart?) † | —                        | —                        | —                    | —                  | Kanjō Effect     |
| 2010 | "Kanzen Kankaku Dreamer" (完全感覚Dreamer Perfect Sense Dreamer?)                            | 9                        | 45                       | 53                   | 17,000             | Niche Syndrome   |
| 2010 | "Jibun Rock" (じぶんROCK Rock of Yourself?) ‡                                                | —                        | —                        | 98                   | —                  | Niche Syndrome   |
| 2011 | "Answer is Near" (アンサイズニア)                                                            | 6                        | 13                       | 27                   | 38,000             | Zankyo Reference |
| 2011 | "Re:make/No Scared"                                                                          | 6                        | 10                       | 21                   | 46,500             | Zankyo Reference |
| 2012 | "The Beginning"                                                                              | 5                        | -                        | -                    | -                  | Jinsei×Boku=     |
| 2012 | "the same as..."                                                                             | -                        | -                        | -                    | -                  | Jinsei×Boku=     |
| 2013 | "Deeper Deeper/Nothing Helps"                                                                | 2                        | -                        | -                    | -                  | Jinsei×Boku=     |
| 2013 | "Clock Strikes"                                                                              | -                        | -                        | -                    | -                  | Jinsei×Boku=     |
| 2014 | "Mighty Long Fall/Decision"                                                                  | 2                        | 2                        | 1                    | 74,701             |                  |
| "—" denotes releases that did not chart. *Japan Hot 100 established February 2008, RIAJ Digital Track Chart established April 2009. † Radio singles. ‡ Released as a rental CD at Tsutaya. |                                                                                              |                          |                          |                      |                    |                  |